# Mönchsroth
Mönchsroth è un comune tedesco di 1 614 abitanti, situato nel land della Baviera.